# Lisa Fuller
Lisa Fuller é uma atriz americana conhecida por seu trabalho em filmes como The Monster Squad (1987) e Night Life (1989). Ela também estrelou o filme Teen Witch (1989). Ela também é famosa por ter participado da série The Fresh Prince of Bel-Air, interpretando a personagem Toni, na primeira temporada.
Ela é casada com o também ator Dan Gauthier.